# Bita
Sílvio Tasso Lassalvia, detto Bita (Olinda, 11 agosto 1942 – Recife, 27 ottobre 1992), è stato un calciatore brasiliano, di ruolo attaccante. È il miglior realizzatore della storia del Náutico con 223 reti.

## Caratteristiche tecniche
Giocava come attaccante, più precisamente come centravanti. Era dotato di un affinato senso della posizione, di un tiro potente (che era in grado di effettuare con eguale efficacia con entrambi i piedi) e di una buona forza fisica.

## Carriera

### Club
Debuttò nel 1962 con il Náutico di Recife, vincendo l'anno seguente il titolo statale; nel 1964 iniziò a mettersi in evidenza, laureandosi miglior cannoniere del torneo Pernambucano con ventiquattro reti; si ripeté nei due anni successivi, rispettivamente con ventidue e venti gol. Con la partecipazione del Náutico alla Taça Brasil, Bita ebbe l'occasione di giocare a livello nazionale; nel 1965 e nel 1966 si posizionò al primo posto nella classifica dei marcatori, con nove e dieci segnature. Nel 1967 il Náutico ottenne il miglior risultato della sua storia nei campionati nazionali, raggiungendo la finale della competizione contro il Palmeiras. Nello stesso anno, Bita si trasferì in Uruguay, accasandosi al Nacional di Montevideo per una stagione; tornò presto in patria, vestendo nuovamente i colori del Náutico. Con la società di Recife ottenne sei titoli statali consecutivi, dal 1963 al 1968, e una volta trasferitosi al Santa Cruz, nel 1969, raggiunse quota 10 campionati vinti in successione. Nel 1972 si ritirò dal calcio giocato.

## Palmarès

### Club

#### Competizioni nazionali
- Campionato Pernambucano: 10

Náutico: 1963, 1964, 1965, 1966, 1967, 1968
Santa Cruz: 1969, 1970, 1971, 1972

### Individuale
- Capocannoniere del Campionato Pernambucano: 3

1964 (24 gol), 1965 (22 gol), 1966 (20 gol)
- Capocannoniere della Taça Brasil: 2

1965 (9 gol), 1966 (10 gol)